# Uzenice
Uzenice falu és önkormányzat (obec) Csehország Dél-csehországi kerületének Strakonicei járásában. Területe 5,38 km², lakosainak száma 130 (2008. 12. 31). A falu Strakonicétől mintegy 24 km-re északra, České Budějovicétől 67 km-re északnyugatra, és Prágától 77 km-re délnyugatra fekszik.
A település első írásos említése 1227-ből származik.

## Nevezetességek
- Feszület.
- Aranylelőhelyek a falutól nyugatra
- Tomáš Garrigue Masaryk emlékműve

## Népesség
A település népessége az elmúlt években az alábbi módon változott:
| Lakosok száma | 310  | 368  | 303  | 181  | 162  | 120  | 118  | 112  | 112  | 110  |
|               | 1869 | 1890 | 1921 | 1950 | 1980 | 2001 | 2017 | 2019 | 2022 | 2024 |